# Theodor Philipsen

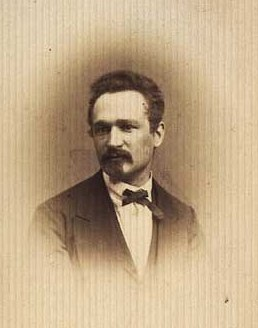
Theodor Philipsen

Theodor Esbern Philipsen, född den 10 juni 1840 i Köpenhamn, död där den 3 mars 1920, var en dansk målare.

## Biografi

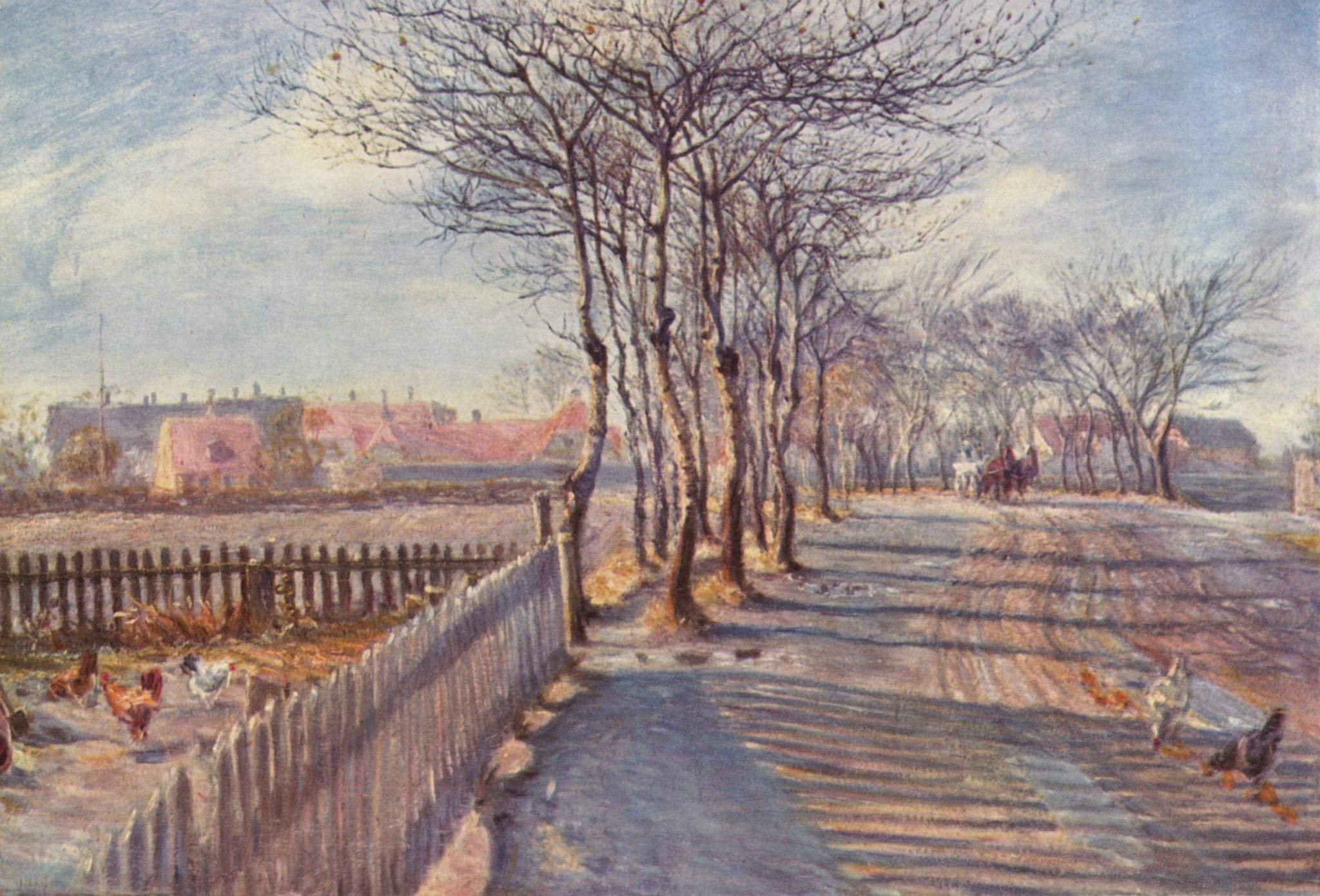
Theodor Philipsen, Allé ved Kastrup, 1891, Statens Museum for Kunst.

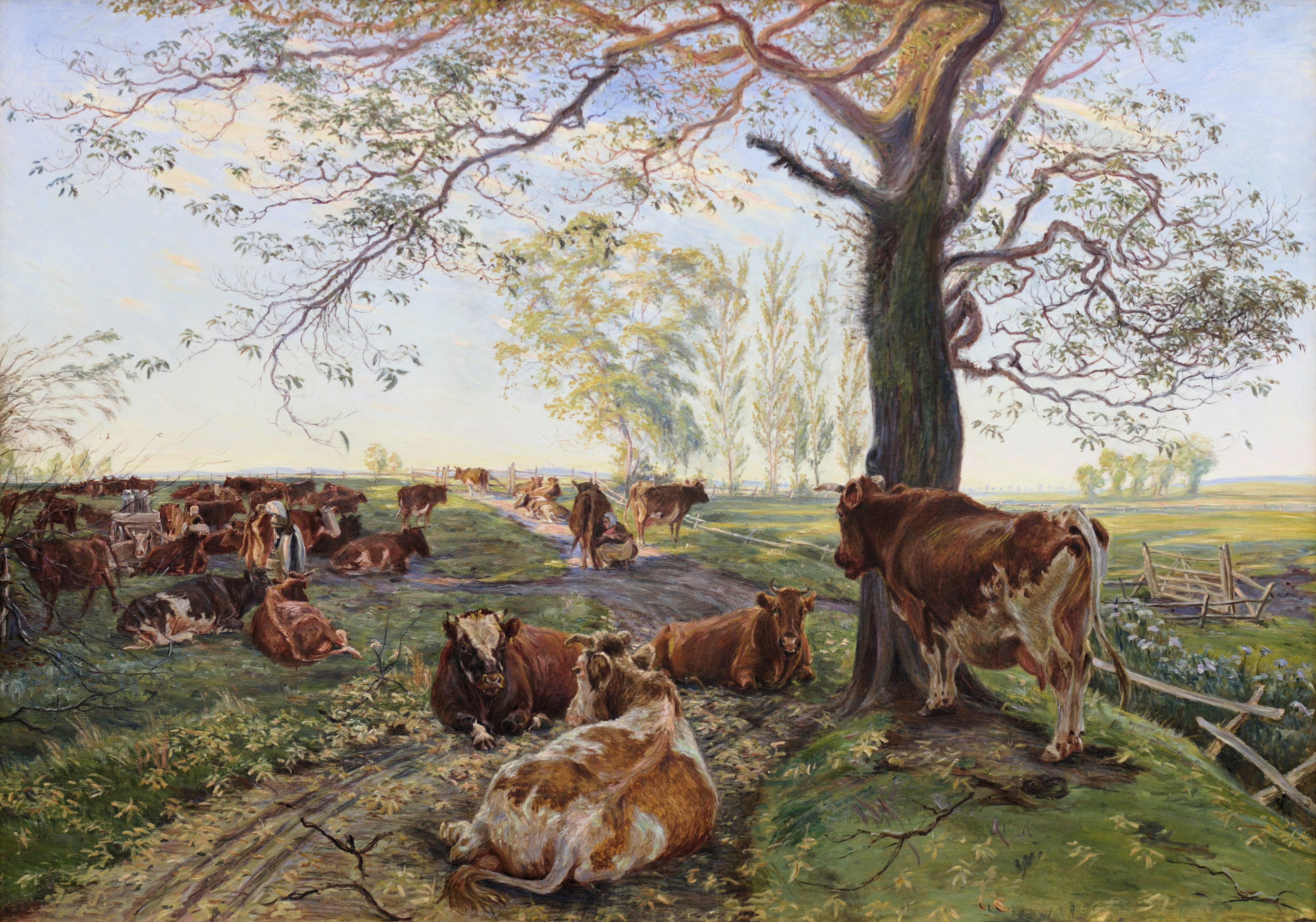
Theodor Philipsen, Malkeplads ved Dyrehavegård, 1901, Randers Kunstmuseum.

Philipsen bedrev lantbruk i sin ungdom, deltog i kriget 1864 och blev löjtnant i reserven. Han kom sent in på konstnärsbanan. Vid konstsakademien studerade han 1862–1869 och sedan upprepade gånger i Italien och Frankrike. Han började med mycken pietet för dansk tradition, Lundbyes konst var hans utgångspunkt. 
Under studier i Frankrike, där Philipsen var en av de första danska målarna under utbildning, blev han den ungdomligaste och friskaste i hela sitt släktled. Hans konstnärliga miljö var från 1881 huvudsakligen Saltholm i Öresund, och från 1889 var han bosatt i Kastrup på Amager. Hans område var djur i landskap, ofta stora vidder, slätt, hav, himmel, dansk natur, sedd med blick både för linjeverkan och luftstämning, tolkad i kraftiga, friska färger i en behandling, starkt påverkad av samtida riktningar.  
Philipsens naturskildringar tillhör de mest intensivt kända i danskt måleri. På Statens Museum for Kunst är han väl representerad av höststämningen En väg i Dyrehaven, av Kalvar på stranden, Mjölkningsplatsen på Møllegaard i starkt solsken, med flera, i Hirschsprungska galleriet av nio målningar, i Ribe Kunstmuseum av Utskeppning av kreatur från Kastrups hamn, i Göteborgs konstmuseum av Kor på bete (1890). 
Philipsen utförde även djurskulpturer – exempelvis (Romersk tjur, 1892, i brons på konstmuseet) och keramiska arbeten (fat med djurkompositioner i Designmuseum Danmark). Philipsen var en av "den fria utställningens" mest verksamma krafter. Philipsen är representerad vid bland annat Nationalmuseum i Stockholm.